# Crépy-en-Valois
Crépy-en-Valois település Franciaországban, Oise megyében. Lakosainak száma 14 243 fő (2022. január 1.). Crépy-en-Valois Duvy, Feigneux, Gondreville, Lévignen, Rouville, Russy-Bémont és Séry-Magneval községekkel határos.

## Népesség
A település népességének változása:
| Lakosok száma | 14 962 | 15 049 | 15 475 | 15 090 | 14 796 | 14 788 | 14 365 | 14 217 | 14 243 |
|               | 2013   | 2015   | 2016   | 2017   | 2018   | 2019   | 2020   | 2021   | 2022   |